# Серпеевка (Брянская область)
Серпеевка — деревня в Дубровском районе Брянской области, в составе Рябчинского сельского поселения. Расположена в 10 км к северо-западу от села Рябчи, в 3 км к северу от посёлка Серпеевский. Население — 24 человека (2010).

## История
Упоминается с XVIII века как владение Мещерских, позднее переходит к Панютиным. Входила в приход села Жабова, с 1850 — села Нарадовки. В 1896 году была открыта земская школа. С 1861 по 1924 в Алешинской волости Брянского (с 1921 — Бежицкого) уезда; позднее в Дубровской волости, Дубровском районе (с 1929).
До 2005 входила в Серпеевский сельсовет (первоначально — его центр; со 2 половины XX века центром сельсовета являлся посёлок Серпеевский); в 1959—1969 — временно в Алешенском сельсовете.